# Syzygium polypetalum
Syzygium polypetalum är en myrtenväxtart som först beskrevs av Nathaniel Wallich, och fick sitt nu gällande namn av Elmer Drew Merrill och Lily May Perry. Syzygium polypetalum ingår i släktet Syzygium och familjen myrtenväxter. Inga underarter finns listade i Catalogue of Life.